# Mycomya subepacra
Mycomya subepacra är en tvåvingeart som beskrevs av Coher 1959. Mycomya subepacra ingår i släktet Mycomya och familjen svampmyggor. Inga underarter finns listade i Catalogue of Life.